# Skarb kotowicki

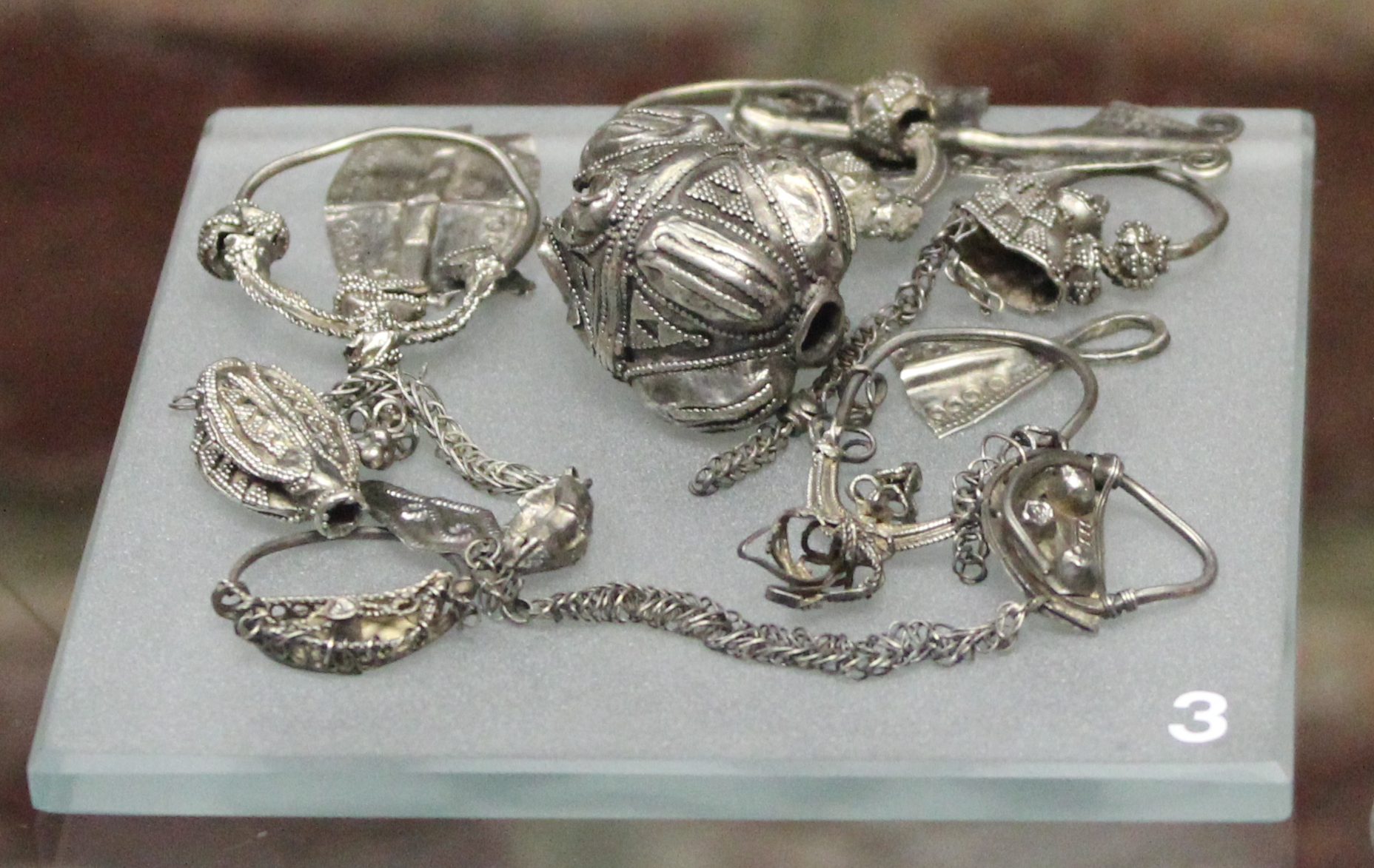
Biżuteria srebrna ze skarbu kotowickiego w zbiorach Muzeum Archeologicznego we Wrocławiu

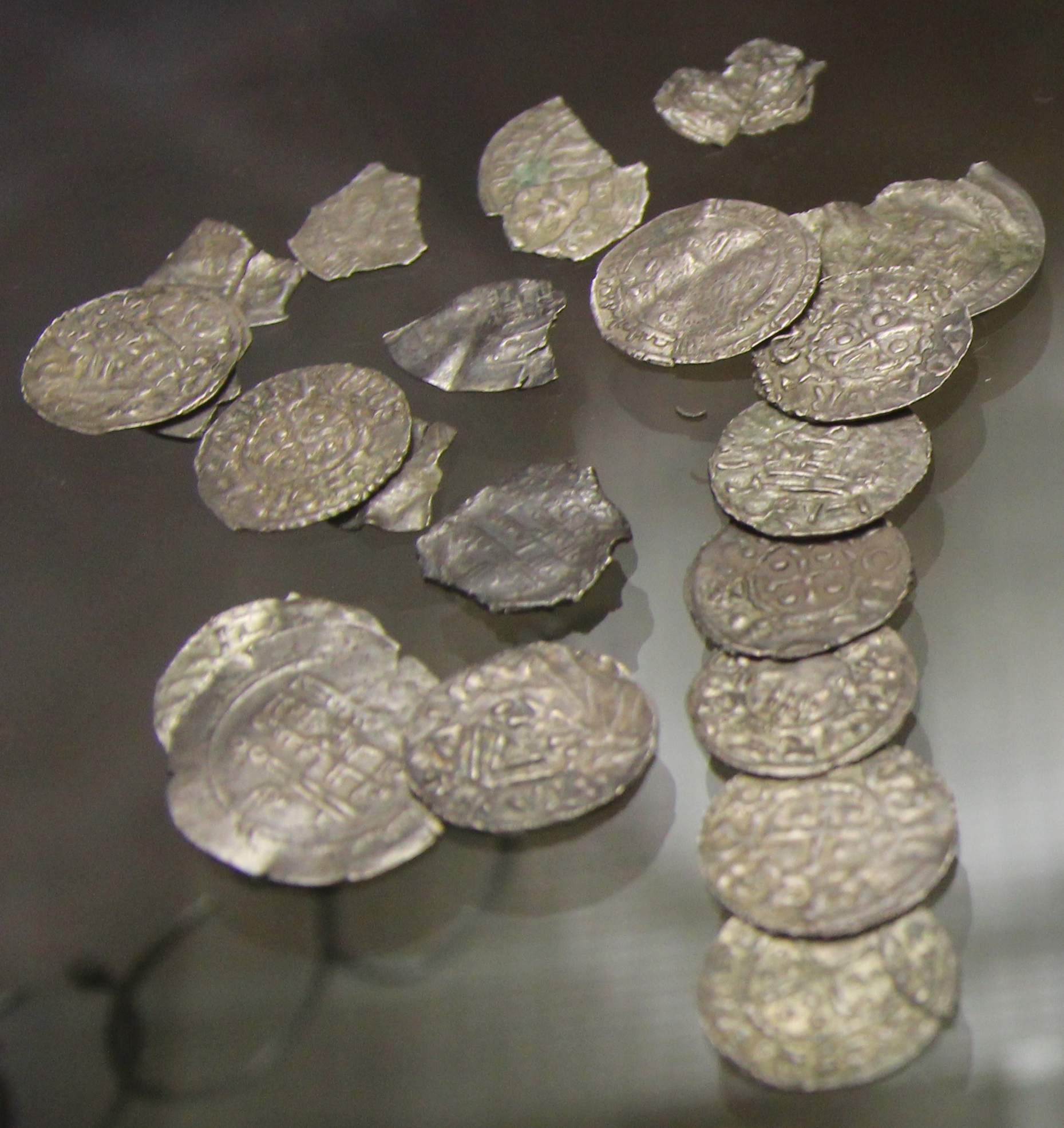
Monety ze skarbu kotowickiego w zbiorach Muzeum Archeologicznego we Wrocławiu

Skarb kotowicki – znalezisko archeologiczne, kolekcja wczesnośredniowiecznych, co najmniej 1090 monet i 300 ozdób srebrnych znalezionych 6 grudnia 1972 w Komorowicach w piasku pochodzącym ze żwirowni w Kotowicach, zakopanych nie wcześniej niż w 983 roku.
Odzyskana część znalezisk, zachowanych najczęściej w stanie uszkodzonym lub fragmentarycznym, znajduje się w zbiorach Muzeum Archeologicznego oraz Gabinetu Numizmatyczno–Sfragistycznego Zakładu Narodowego im. Ossolińskich we Wrocławiu.

## Historia skarbu
W dniu 6 grudnia 1972 w Komorowicach, w piasku pochodzącym z obecnie nieczynnej żwirowni znajdującej się na południowy wschód od wsi Kotowice, robotnicy Doświadczalnych Zakładów Zootechnicznych w Siechnicach podczas budowy owczarni dostrzegli rozbity garnek (naczynie gliniane) ze srebrnymi ozdobami i monetami. Część z nich została wrzucona do betoniarki, część rozkradziona. O odkryciu powiadomiono kierownika Gabinetu Numizmatycznego Muzeum Narodowego we Wrocławiu mgr J. Smacką. Zabezpieczono jednak jedynie niewielką część skarbu i niezgodnie z obowiązującymi wówczas przepisami nie powiadomiono wojewódzkiego konserwatora zabytków. Prywatni kolekcjonerzy z Krakowa zwrócili uwagę na to znalezisko Muzeum Narodowemu w Krakowie, które w połowie marca 1973 poinformowało konserwatora zabytków archeologicznych na ówczesne województwo wrocławskie. Dopiero po tym zawiadomieniu podjęto akcję poszukiwawczą, w wyniku której odzyskano około 300 monet i ozdób znajdujących się w posiadaniu 60 osób prywatnych, doprowadzono do rozbiórki budynku gospodarskiego wykuwając około 720 monet oraz ozdób całych i połamanych, odzyskując ostatecznie około 75% pierwotnej zawartości skarbu.

## Inwentaryzacja znaleziska
Skarb kotowicki składa się co najmniej 300 srebrnych ozdób i ponad 1090 srebrnych monet, najczęściej uszkodzonych i zachowanych w niewielkich fragmentach, i nie doczekał się do tej pory kompleksowego opracowania i opublikowania.
Monety wchodzące w skład skarbu to: 
- 204 arabskie dirhemy
- 2 fragmenty miliarensów bizantyjskich
- 69 półbrakteatów z Hedeby
- 39 monet czeskich typu bawarskiego, typu I i II i starsze odmiany typu III
- 894 różnych monet zachodnioeuropejskich w tym denary i półbrakteaty (167 całych i 719 fragmentów) 
  - monety bawarskie – króla Arnulfa, książąt bawarskich Henryka I, Henryka II, Ottona I i Henryka III
  - monety zachodnioszwabskie ze Strasburga i Breisach
  - monety wschodnioszwabskie z Augsburga – biskupa Ulryka i księcia Henryka III
  - denary nadreńskie – cesarza Ottona I
  - denary lotaryńskie z Metzu
  - denary frankońskie z Moguncji, Spiry i Wormacji
  - denary krzyżowe typu I i II
  - denary z Pawii

Ozdoby srebrne wykonane najczęściej techniką filigranu to:
- ozdoby gotowe – najlepiej zachowane zausznice, paciorki i klamerki oraz naszyjniki, kaptorgi, kolczyki
- elementy ozdób – blaszki, ułamki taśmy, druciki
- półsurowiec do wyrobu ozdób

oraz sztabki srebrne.
Cały depozyt jest datowany na okres po 983 roku. W jego skład wchodzi duża grupa numizmatów datowana na lata 983-985, a także młodsze egzemplarze monet z ok. 1010 roku.

## Ekspozycje skarbu kotowickiego
- Muzeum Archeologiczne we Wrocławiu – znalezione i odzyskane w latach 1972-1974 ozdoby srebrne i monety[2]. Niewielka część eksponowana jest w ramach stałej wystawy „Śląsk starożytny – pełna chata (z wczesnego średniowiecza)”[4].
- Gabinet Numizmatyczno–Sfragistyczny Zakładu Narodowego im. Ossolińskich – zakupiony w 1972 roku od prywatnego kolekcjonera zespół 18 denarów szwabskich i bawarskich wyróżniający się dobrym stanem zachowania[1].